# 金洙興
金洙興（：／ Kim Su-heung，1961年4月29日—），大韓民國自由派政治人物，第21屆國會議員。